# Aliança Underground Museum
O Aliança Underground Museum é um museu nas caves Aliança-Vinhos de Portugal, em Sangalhos, Anadia, Distrito de Aveiro, Portugal. Abriu ao público em 24 de abril de 2010.
As coleções do museu são propriedade de Joe Berardo.

## Acervo
O acervo do museu está dividido em 8 coleções:
- Colecção Arqueológica
- Arte Etnógráfica Africana
- Escultura Contemporânea do Zimbabué
- Colecção de Minerais
- Colecção de Fósseis
- Cerâmica das Caldas
- Azulejos
- Colecção de Estanhos